# 1044
Cette page concerne l'année 1044  du calendrier julien.
L'année 1044 est une année bissextile qui commence un dimanche.

## Événements
- 5 juillet : victoire de l’empereur Henri III à la bataille de Ménfő, sur la Raab. Il intervient pour la troisième fois en Hongrie pour remettre Pierre Orseolo sur le trône. Sámuel Aba est exécuté[1].

- 21 août : Thibaud III de Blois est battu et fait prisonnier par Geoffroy II d'Anjou à la bataille de Nouy, près de Saint-Martin-le-Beau : La Touraine passe aux mains du comte d’Anjou[2].

- Septembre  : le pape Benoît IX est chassé au profit de Sylvestre III[3] (élu en janvier 1045).

- Début du règne d'Anawrahta, roi de Pagan en Birmanie (fin en 1077). Il fonde le premier État birman unifié à Bagan en haute Birmanie. Il conquiert la capitale môn de Thaton (1057)[4].
- En Chine, les Song font la paix avec les Xixia au prix d'un lourd tribut en soieries, argent et thé[5].
- Fondation de l'abbaye de Tyniec, premier monastère de Pologne créé par les Bénédictins près de Cracovie[6].